# Большая Ивановка (Волгоградская область)
Большая Ивановка — село в Иловлинском районе Волгоградской области, административный центр и единственный населённый пункт Большеивановского сельского поселения. Основано в 1820-х годах
Население - 935 (2021)

## История
Согласно Историко-географическому словарю Саратовской губернии, составленному в 1898—1902 годах, Ивановка Большая, также Берёзовка — село Александровской волости Царицынского уезда Саратовской губернии. Заселено в 1820-х годах государственными крестьянами, малороссами. Земельный надел при заселении — 9653 десятины удобной и неудобной земли. В 1871 году построена деревянная церковь Архистратига Михаила. В 1888 году произошёл сильный пожар: сгорело 188 дворов. В 1880 году открыта земская школа. В 1895 году в селе имелись 10 ветряных мельниц, запасный хлебный магазин, 1 маслобойня, 2 кузницы, несколько лавок.
В 1919 году в составе Царицынского уезда включено в состав Царицынской губернии. В 1928 году Большая Ивановка включена в состав Иловлинского района Сталинградского округа (округ ликвидирован в 1930 году) Нижневолжского края (с 1934 года - Сталинградский край). Село являлось центром Большеивановсого сельсовета. В 1935 году Большеивановский сельсовет передан в состав Солодчинского района Сталинградского края (с 1936 года - Сталинградской области, с 1961 года - Волгоградская область). В 1963 году Солодчинский район был упразднён, Большеивановский сельсовета передан в состав Дубовского района. В 1965 году село передано в состав Иловлинского района.

## Общая физико-географическая характеристика
Село расположено в степи, на левом берегу реке Бердия, при устье балки Калмыцкой, в пределах Приволжской возвышенности, являющейся частью Восточно-Европейской равнине. Центр села расположен на высоте около 60 метров над уровнем моря. Почвы - тёмно-каштановые и каштановые солонцеватые и солончаковые.
Автомобильной дорогой с твёрдым покрытием Большая Ивановка связана с селом Чернозубовка (6,6 км), улучшенной грунтовой дорогой с селом Лозное Дубовского района. По автомобильным дорогам расстояние до областного центра города Волгограда составляет 120 км, до районного центра города Иловля — 39 км. Ближайшая железнодорожная станция Бердия ветки Саратов - Колоцкий Приволжской железной дороги расположена в 6,6 км к западу от села.
Климат
Климат умеренный континентальный (согласно классификации климатов Кёппена - Dfa). Температура воздуха имеет резко выраженный годовой ход. Среднегодовая температура положительная и составляет + 7,7 °С, средняя температура января -8,3 °С, июля +23,5 °С. Расчётная многолетняя норма осадков — 395 мм, наибольшее количество осадков выпадает в июне (44 мм), наименьшее в марте (по 22 мм).
Часовой пояс
Большая Ивановка, как и вся Волгоградская область, находится в часовой зоне МСК (московское время). Смещение применяемого времени относительно UTC составляет +3:00.

## Население
Динамика численности населения по годам:
| 1860 | 1882 | 1894 | 1897 | 1911 | 1987   |
| ---- | ---- | ---- | ---- | ---- | ------ |
| 1690 | 1919 | 2244 | 2264 | 2421 | ≈ 1000 |

| 2010  | 2012  | 2013  | 2014  | 2015  | 2016  | 2017  |
| ----- | ----- | ----- | ----- | ----- | ----- | ----- |
| 1014  | →1014 | ↗1020 | ↘1018 | ↘1014 | ↗1016 | →1016 |
| 2018  | 2019  | 2020  | 2021  |       |       |       |
| ↘1004 | ↘982  | ↘957  | ↘935  |       |       |       |